# Armando Marques (strzelec)
Armando da Silva Marques (ur. 1 maja 1937 w Carnaxide) – portugalski strzelec sportowy, srebrny medalista olimpijski z Montrealu.
Brał udział w trzech igrzyskach olimpijskich (IO 64, IO 72, IO 76). Po srebrny medal w 1976 sięgnął w konkurencji trap, wyprzedził go jedynie Amerykanin Donald Haldeman. Na mistrzostwach świata sięgnął po srebro w 1977.